# Bédéchan
Bédéchan ist eine französische Gemeinde mit 133 Einwohnern (Stand 1. Januar 2022) im Département Gers in der Region Okzitanien (vor 2016: Midi-Pyrénées). Sie gehört zum Arrondissement Auch und zum Kanton Astarac-Gimone.
Die Einwohner werden Bédéchanais und Bédéchanaises genannt.

## Geographie
Bédéchan liegt circa 19 Kilometer südöstlich von Auch in der historischen Provinz Armagnac.
Umgeben wird Bédéchan von den fünf Nachbargemeinden:
|                     | Saint-Caprais                               |          |
| Castelnau-Barbarens | Kompassrose, die auf Nachbargemeinden zeigt | Aurimont |
| Boulaur             | Tirent-Pontéjac                             |          |

Bédéchan liegt im Einzugsgebiet des Flusses Garonne.
Die Gimone, einer seiner Nebenflüsse, bildet die natürliche Grenze zur östlichen Nachbargemeinde Aurimont. Nebenflüsse der Gimone durchqueren das Gebiet der Gemeinde:
- der Ruisseau de Lamazon,
- der Ruisseau du Pontet,
- der Ruisseau de la Gavache und
- der Ruisseau du Séjour.[2]

## Geschichte
Im Jahr 1821 wurde die frühere Gemeinde Fanjaux eingegliedert.

## Einwohnerentwicklung
Nach Beginn der Aufzeichnungen stieg die Einwohnerzahl bis zur Mitte des 19. Jahrhunderts auf einen Höchststand von rund 395. In der Folgezeit sank die Größe der Gemeinde bei zwischenzeitlichen Erholungsphasen bis zu den 1980er Jahren auf den tiefsten Stand von rund 100 Einwohnern, bevor sich seit Beginn des 21. Jahrhunderts eine Wachstumsphase einstellte.
| Jahr                       | 1962 | 1968 | 1975 | 1982 | 1990 | 1999 | 2006 | 2011 | 2020 |
| Einwohner                  | 142  | 118  | 107  | 102  | 107  | 1ß4  | 121  | 134  | 137  |
| Quellen: Cassini und INSEE |      |      |      |      |      |      |      |      |      |

## Sehenswürdigkeiten
- Pfarrkirche Saint-Abdon-St-Sennen mit einem Weihwasserbecken aus einem Vorgängerbau und einem Tabernakel aus bemaltem Holz aus dem 18. Jahrhundert, der seit dem 8. November 1996 als Monument historique eingeschrieben ist.[4]
- Kirche im Weiler Fanjaux. Im Juli 2018 ist ein Blitz in den Helm des Glockenturms eingeschlagen und hat seine gesamte Überdachung weggesprengt.[5]
- Taubenturm

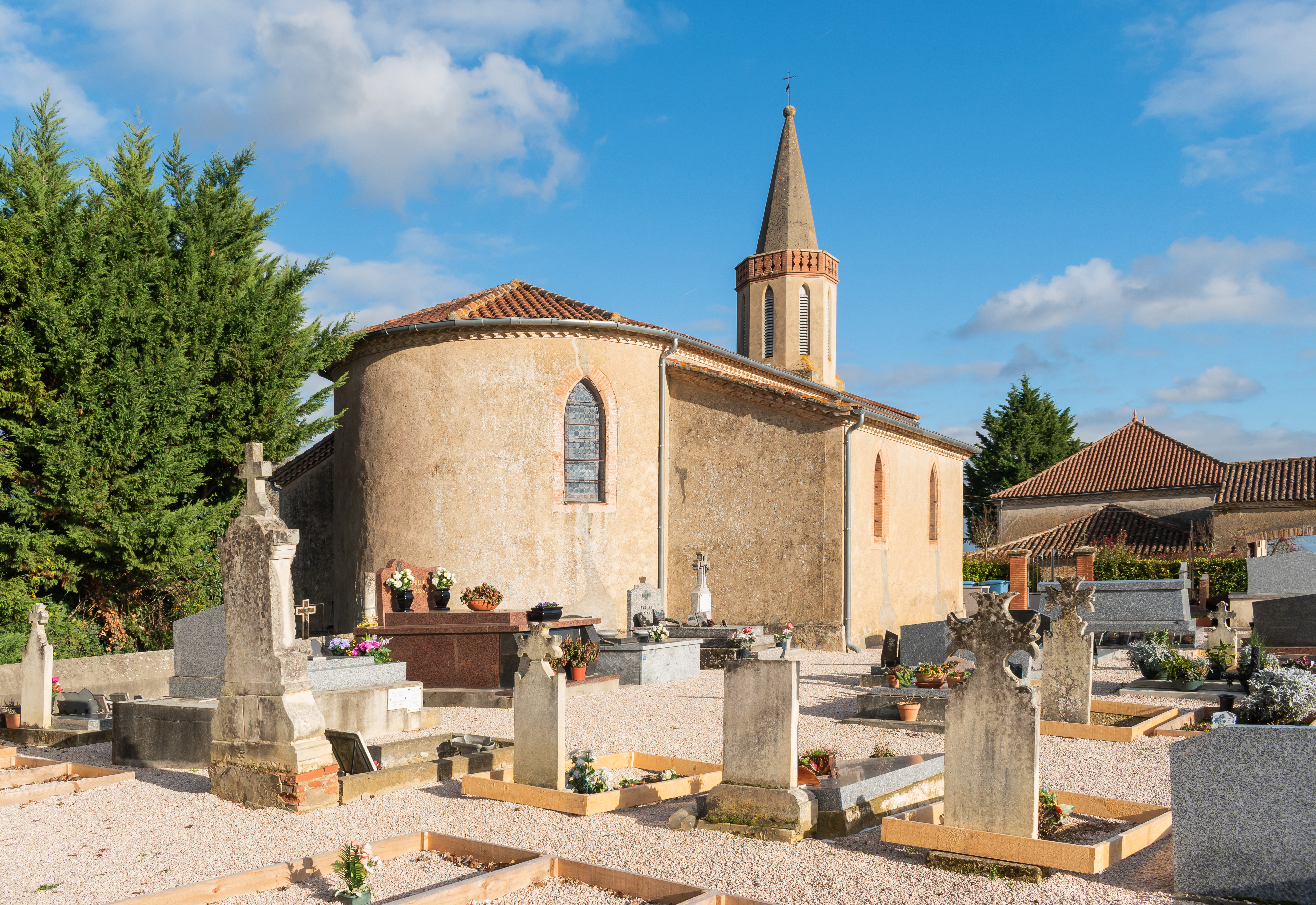
Pfarrkirche Saint-Abdon-St-Sennen
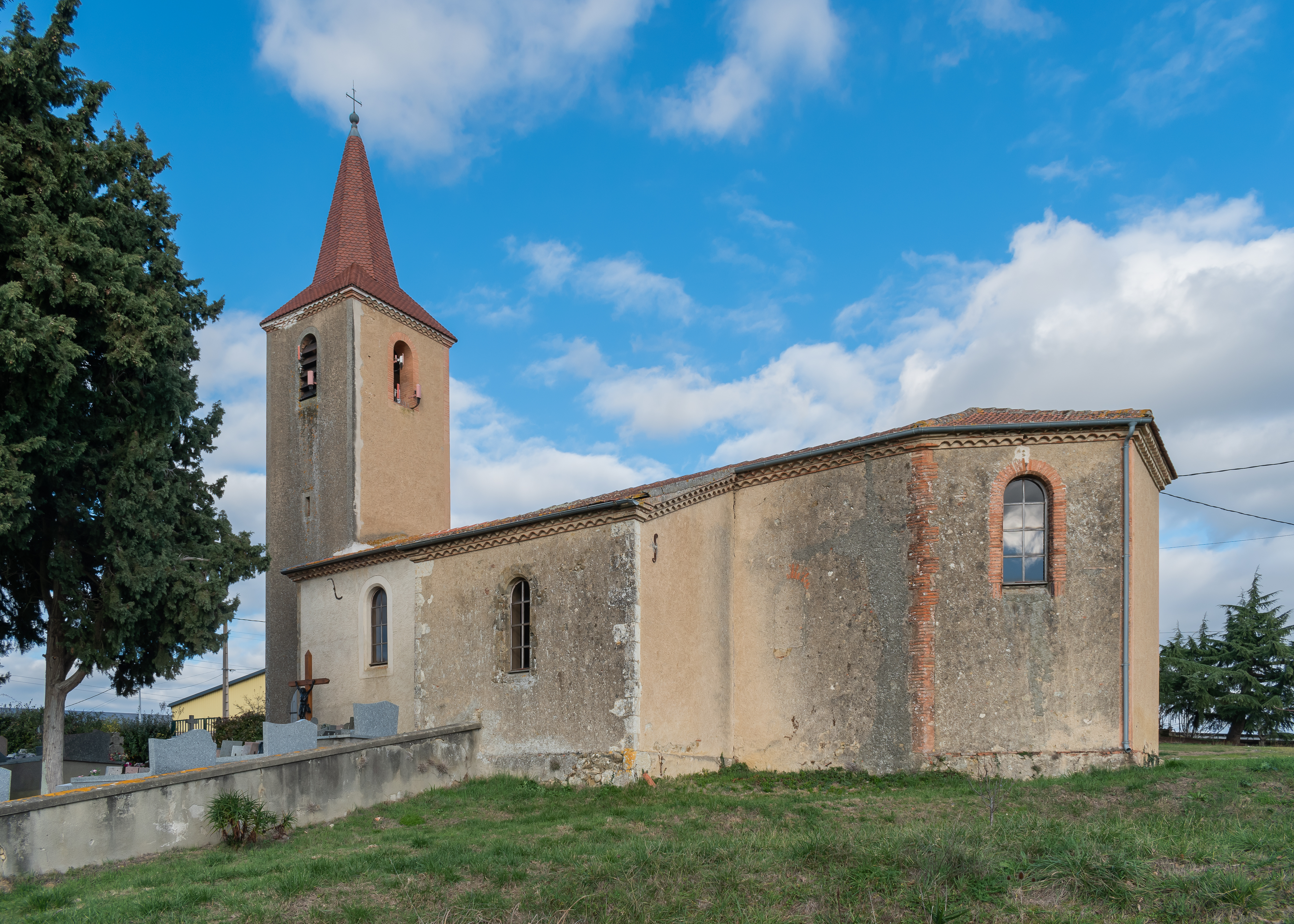
Kirche im Weiler Fanjaux
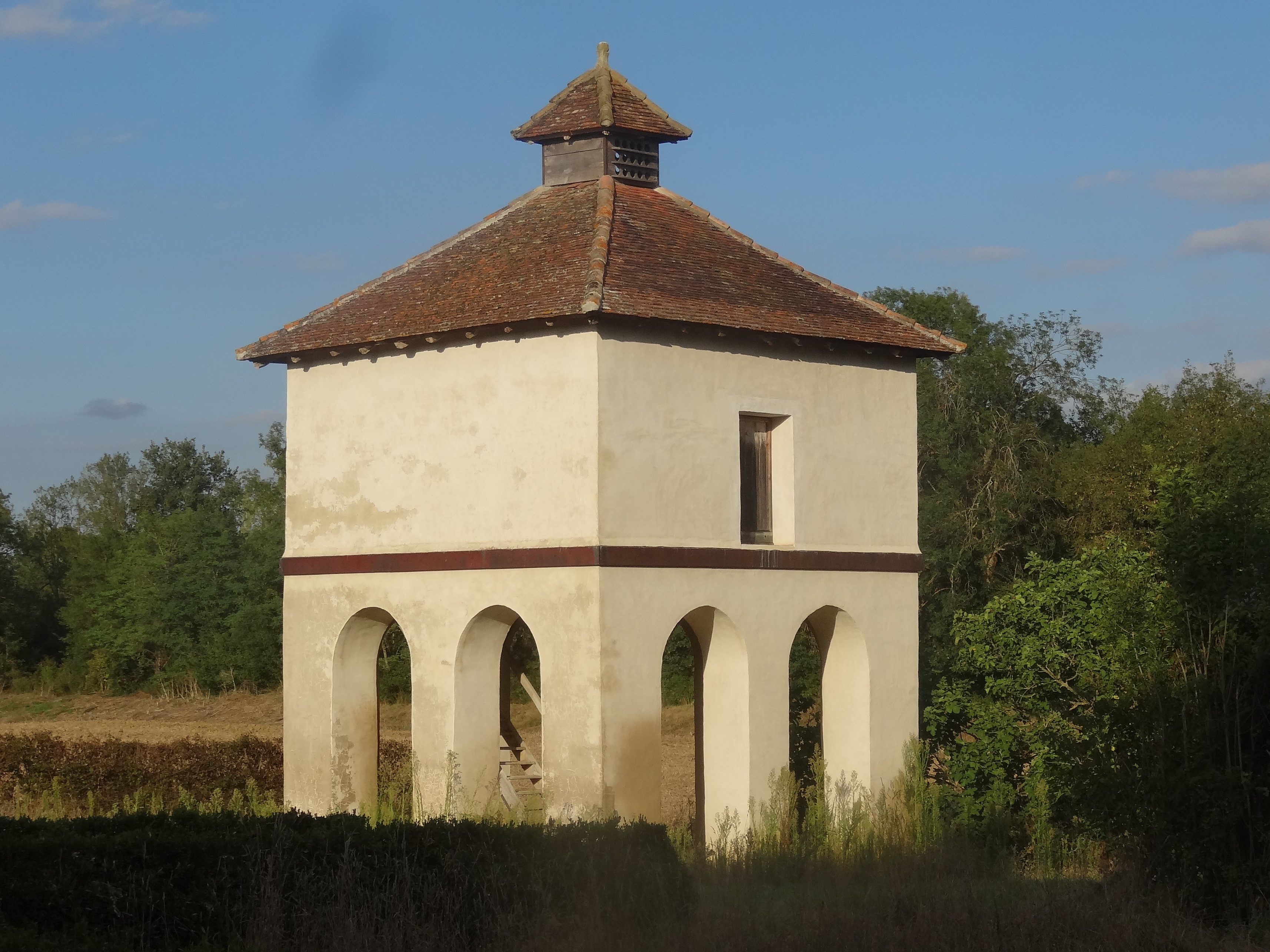
Taubenturm

## Wirtschaft und Infrastruktur
Die Wirtschaft der Gemeinde ist überwiegend landwirtschaftlich orientiert. Bédéchan liegt in der Zone AOC der Knoblauchsorte Ail violet de Cadours.

### Verkehr
Bédéchan wird von den Route départementales 12, 149 und 349 durchquert.